# Toy (album)
Pour les articles homonymes, voir Toy.
Albums de David Bowie
Brilliant Adventure (1992–2001)
(2021)
Toy est un album studio enregistré par David Bowie en 2000. Produit par le chanteur avec Mark Plati, il se compose principalement de nouvelles versions de chansons écrites par Bowie dans les années '60, avant qu'il ne devienne célèbre.
Censé sortir en 2001, Toy est refusé par Virgin Records. Frustré, le chanteur met un terme à son contrat avec la maison de disques et fonde son propre label, ISO, distribué par Columbia. Plutôt que de publier Toy, il choisit de réaliser un disque de nouvelles compositions, Heathen, qui sort en 2002. Certains morceaux de Toy sont repris comme faces B des singles extraits de Heathen.
Une version de travail de Toy de qualité médiocre est diffusée anonymement sur Internet en 2011. Dix ans plus tard, en 2021 (soit cinq ans après la mort du chanteur), l'album est publié officiellement par le label Parlophone.

## Histoire
Lors des concerts qu'il donne en 1999 et 2000, après la sortie de l'album 'hours...', Bowie a l'idée de reprendre sur scène quelques-unes de ses chansons des années 1960, avant qu'il ne perce avec Space Oddity. Lorsqu'il rentre en studio en 2000 à New York, c'est avec le projet de réaliser un album composé de nouvelles versions de ses chansons et de titres inédits.
En deux semaines une quinzaine de morceaux sont mis en boîte, enregistrées le plus spontanément possible, la jaquette est prête et l'album est prévu pour l'été 2001. Mais Virgin craignant pour ses ventes, décide de ne pas sortir le disque et demande un album plus « commercial ». Quelques mois plus tard, le chanteur quitte Virgin et monte son propre label, ISO, réaffirmant sa volonté de sortir Toy.
Mais entretemps, ses priorités ont changé : dans la foulée de Toy, Bowie et Visconti ont enregistré un album de facture relativement plus classique, Heathen, sur lequel figurent deux chansons de l'album-fantôme, Slip Away (appelée initialement Uncle Floyd) et Afraid. Certains morceaux de Toy sont également édités de manière plus ou moins confidentielle dans les années qui suivent :
- Baby Loves That Way sur le single Slow Burn japonais et sur certaines versions du single Everyone Says 'Hi' ;
- Conversation Piece sur le disque bonus de l'édition collector de Heathen ;
- The London Boys : en 2002, deux extraits d'une 1 minute 30 furent un temps accessibles sur le forum officiel de David Bowie ;
- Shadow Man sur certaines versions des singles Slow Burn et Everyone Says 'Hi' ;
- Toy, offerte aux internautes qui avaient pré-commandé Reality (sous le titre Your Turn to Drive) ;
- You've Got a Habit of Leaving sur certaines versions des singles de Slow Burn et Everyone Says 'Hi'.
- Let Me Sleep Beside You, Shadow Man et Toy (Your Turn To Drive) sur la version de luxe de la compilation Nothing Has Changed.

Une version de travail de Toy est diffusée anonymement sur Internet en 2011. Dix ans plus tard, le 26 novembre 2021, l'album est publié officiellement par le label Parlophone au sein du coffret Brilliant Adventure (1992–2001). Une édition sort le 7 janvier 2022 dans un coffret de 3CD qui contient des versions acoustiques et alternatives.

## Fiche technique

### Titres
Toutes les chansons sont écrites et composées par David Bowie sauf Liza Jane.
| 1.  | I Dig Everything              | single (1966)                                         | 5:03 |
| 2.  | You've Got a Habit of Leaving | single de son groupe The Lower Third (1965)           | 4:48 |
| 3.  | The London Boys               | face B du single Rubber Band (1966)                   | 3:47 |
| 4.  | Karma Man                     | The World of David Bowie (1970)                       | 3:46 |
| 5.  | Conversation Piece            | face B du single The Prettiest Star (1970)            | 3:53 |
| 6.  | Shadow Man                    | inédit                                                | 4:40 |
| 7.  | Let Me Sleep Beside You       | The World of David Bowie (1970)                       | 3:14 |
| 8.  | Hole in the Ground            | inédit                                                | 3:32 |
| 9.  | Baby Loves That Way           | face B du single You've Got a Habit of Leaving (1965) | 4:37 |
| 10. | Can't Help Thinking About Me  | single (1966)                                         | 3:25 |
| 11. | Silly Boy Blue                | David Bowie (1967)                                    | 5:35 |
| 12. | Toy (Your Turn to Drive)      | nouvelle composition                                  | 4:16 |

| 1.  | Uncle Floyd                   | nouvelle composition                                                               | 6:15 |
| 2.  | Afraid                        | nouvelle composition                                                               | 3:29 |
| 3.  | Baby Loves That Way           |                                                                                    | 4:38 |
| 4.  | I Dig Everything              |                                                                                    | 4:52 |
| 5.  | Conversation Piece            |                                                                                    | 3:53 |
| 6.  | Let Me Sleep Beside You       |                                                                                    | 3:14 |
| 7.  | Toy (Your Turn to Drive)      |                                                                                    | 4:46 |
| 8.  | Hole in the Ground            |                                                                                    | 3:30 |
| 9.  | Shadow Man                    |                                                                                    | 4:41 |
| 10. | In the Heat of the Morning    | The World of David Bowie (1970)                                                    | 3:52 |
| 11. | You've Got a Habit of Leaving |                                                                                    | 4:49 |
| 12. | Silly Boy Blue                |                                                                                    | 5:33 |
| 13. | Liza Jane                     | Single des King Bees, dont Bowie est le chanteur sous le nom de Davie Jones (1964) | 4:48 |
| 14. | The London Boys               |                                                                                    | 3:47 |

### Musiciens
- David Bowie : chant, claviers, stylophone, mandoline
- Earl Slick : guitare
- Gerry Leonard : guitare
- Mark Plati : guitare, basse
- Gail Ann Dorsey : basse
- Mike Garson : claviers
- Sterling Campbell : batterie
- Lisa Germano : violons acoustique et électrique, flûte à bec, mandoline, accordéon
- Cuong Vu : trompette
- Holly Palmer, Emm Gryner : chœurs
- Tony Visconti : arrangements des cordes